# فورد فالکون (آرژانتین)
فورد فالکون (تولید آرژانتین) (Ford Falcon (Argentina)) خودرویی است که در سال‌های ۱۹۶۲ تا ۱۹۹۱تولید شده‌است.